# Vanessa Sterckendries
Vanessa Sterckendries (15 september 1995) is een Belgische atlete, die gespecialiseerd is in het hamerslingeren. Ze is Belgisch recordhoudster hamerslingeren.

## Loopbaan
Sterckendries nam in 2014 deel aan de WK U20 in Eugene. Ze kon zich plaatsen voor de finale van het hamerslingeren. In de finale werd ze achtste in een Belgisch juniorenrecord. In 2017 nam ze deel aan de Europese kampioenschappen U23 in Bydgoszcz. Ze werd uitgeschakeld in de kwalificaties.
In 2018 werd Sterckendries in een persoonlijk record voor het eerst Belgisch kampioene hamerslingeren. In oktober dat jaar verbeterde ze het Belgisch record hamerslingeren van Jolien Boumkwo tot 67,63 m. In 2019 kon ze haar Belgische titel verlengen.
In juli 2020 evenaarde Sterckendries in Winterthur haar Belgisch record hamerslingeren. Enkele dagen later verbeterde ze haar record in Rijsel tot 68,39 m. In augustus verbeterde ze het record tot 69,91 m.
Clubs
Sterckendries begon op haar zevende bij Racing Club Tienen Atletiek. Daarna was ze aangesloten bij Sparta Vilvoorde en stapte in 2015 over naar Olympic Essenbeek Halle. In Frankrijk is ze aangesloten bij Lille Métropole Athlétisme.

## Belgische kampioenschappen
Outdoor
| Onderdeel      | Jaar                                    |
| -------------- | --------------------------------------- |
| hamerslingeren | 2018, 2019, 2020, 2021, 2022 2023, 2024 |

## Persoonlijke records
Outdoor
| Onderdeel      | Prestatie    | Datum            | Plaats       |
| -------------- | ------------ | ---------------- | ------------ |
| hamerslingeren | 69,91 m (NR) | 23 augustus 2020 | Leverkusen   |
| discuswerpen   | 49,40 m      | 16 oktober 2016  | Sint-Niklaas |

## Palmares

### discuswerpen
- 2016:  BK AC - 44,64 m

### hamerslingeren
- 2014: 8e WK U20 te Eugene - 61,63 m
- 2015:  BK AC - 59,50 m
- 2017:  BK AC - 61,78 m
- 2017: 16e kwalificaties EK U23 te Bydgoszcz - 61,75 m
- 2018:  BK AC - 65,69 m
- 2019:  BK AC - 64,77 m
- 2020:  BK AC - 67,62 m
- 2021:  BK AC - 68,81 m
- 2022:  BK AC - 66,35 m
- 2023:  BK AC - 66,11 m
- 2024:  BK AC - 68,24 m
- 2024: 24e in kwal. OS in Parijs - 67,67 m